# Антим Пехливанов
Антим Сабатинов Пехливанов (роден на 7 юни 1959 г.), с прякор Турната, е бивш български футболист, нападател. Легенда на Ботев (Пловдив). Един от изявените голмайстори в А група през 80-те години на ХХ век. Става стрелец №1 в елитното първенство с 20 попадения през сезон 1982/83.

## Биография

### Горубсо (Мадан)
Родом от Мадан, като ученик Пехливанов е състезател по скок на височина, след което се насочва към футбола. Започва да тренира в местния клуб Горубсо. Включен е в мъжкия състав на 18 години през 1977 г., като остава в отбора общо 5 сезона. В три от тях Горубсо участва в зоните, а в два в Б група. Във втория ешелон Пехливанов записва общо 72 мача с 43 гола през 1979/80 и 1980/81. Още като играч на втородивизионния тим получава повиквателна за националния отбор. Дебютира на 8 март 1980 г. в контрола като гост на Кувейт, която завършва 1:1. Заради силните си изяви в Горубсо предизвиква вниманието на повечето водещи отбори в България. Желан е от грандовете ЦСКА и Левски, а също от Славия и Берое.

### Ботев (Пловдив)
В крайна сметка през септември 1982 г. Пехливанов преминава в Ботев (Пловдив). Още в дебютния си сезон в А група изиграва 26 мача, в които бележи 20 гола и става голмайстор на първенството. Общо записва 164 мача с 89 гола в шампионата, като 38 от попаденията му са с глава. На 18 август 1984 г. бележи 4 гола при победа с 5:1 срещу Славия (София). Освен това има и два хеттрика в А група – срещу Пирин (Благоевград) през пролетта на 1983 г. и срещу Ботев (Враца) през есента на 1989 г.
С Ботев става вицешампион през сезон 1985/86, а четири пъти е бронзов медалист с клуба. Изиграва също 30 мача с 20 попадения в турнира за националната купа, където с Ботев достига до финала през 1983/84. В евротурнирите Пехливанов има 7 мача с 2 гола – 1 мач за КЕШ, 2 мача за КНК и 4 мача с 2 гола за Купата на УЕФА. Докато е футболист на Ботев изиграва нови 9 мача за националния тим през 1983 г. и 1984 г., в които не успява да се разпише нито веднъж.

### Край на кариерата
Пехливанов напуска Ботев през лятото на 1990 г. Изкарва проби в норвежкия Розенборг, но не подписва договор. Заминава за Кипър, където играе година и половина за отборите на АПОП (Пафос), Акритас и Етникос (Ахна). Прекратява кариерата си през 1992 г.

## Статистика по сезони в А група
| Сезон   | Отбор      | Първенство | Мачове | Голове |
| ------- | ---------- | ---------- | ------ | ------ |
| 1982/83 | Ботев (Пд) | А група    | 26     | 20     |
| 1983/84 | Ботев (Пд) | А група    | 25     | 9      |
| 1984/85 | Ботев (Пд) | А група    | 22     | 15     |
| 1985/86 | Ботев (Пд) | А група    | 6      | 5      |
| 1986/87 | Ботев (Пд) | А група    | 22     | 11     |
| 1987/88 | Ботев (Пд) | А група    | 12     | 4      |
| 1988/89 | Ботев (Пд) | А група    | 27     | 11     |
| 1989/90 | Ботев (Пд) | А група    | 24     | 13     |